# Lou de Laâge
Lou de Laâge, född 27 april 1990 i Bordeaux, är en fransk skådespelare. Hon arbetade kort som modell innan hon 2010 började arbeta som skådespelare. Hon har nominerats till Césarpriset vid två tillfällen, för sina roller i filmerna Jappeloup (2013) och Breathe (2014). 2016 tilldelades hon Prix Romy Schneider.

## Filmografi, urval
- 2013 – Jappeloup
- 2014 – Breathe (fr: Respire)
- 2015 – I väntan på ett mirakel
- 2016 – Agnus Dei
- 2021 – Den galna kvinnans bal
- 2021 – Boîte noire
- 2025 – Étoile (TV-serie)